# Léon David (homme politique)
Léon David, né le 19 juin 1901 à Roquevaire et mort le 26 août 2000 à Carnoux-en-Provence, est un homme politique français. Membre du Parti communiste français, il est sénateur des Bouches-du-Rhône de 1946 à 1978 et maire de Roquevaire de 1971 à 1989.

## Biographie
Léon David commence à travailler dès l'âge de quinze ans comme maréchal-ferrant, puis forgeron à Roquevaire. Il participe à des manifestations pacifistes et adhère au Parti communiste français (PCF) en 1925. Il est chargé des questions rurales à la direction régionale du PCF dans les années 1930. En octobre 1938, il est arrêté en territoire italien et est emprisonné plusieurs jours à Coni après être venu parler à des paysans expropriés par le gouvernement fasciste de Mussolini.
En 1934, il devient conseiller d'arrondissement du canton de Roquevaire, mandat qu'il perd en 1939 quand est prononcée la dissolution du Parti communiste. Pendant l'Occupation, il est chargé d'organiser la Résistance dans le bassin minier des Bouches-du-Rhône. Entré dans la clandestinité, il représente son parti au comité départemental de libération des Bouches-du-Rhône.
De 1946 à 1958, il est élu au Conseil de la République. Il siège à la commission de l'agriculture et à celle de la France d'outre-mer. Le 26 avril 1959, Léon David est élu sénateur des Bouches-du-Rhône et est nommé membre de la commission des affaires économiques et du plan. Il consacre son mandat principalement à la défense de la ruralité.
Il est nommé secrétaire du Conseil de la République le 10 janvier 1950.
Pour se consacrer davantage à sa fonction de maire de Roquevaire, il démissionne de son mandat de sénateur des Bouches-du-Rhône le 1er octobre 1978, laissant son siège à Louis Minetti, le suivant sur la liste du Parti communiste.

## Détail des fonctions et des mandats

### Mandat local
- mars 1971 - mars 1983 : maire de Roquevaire

### Mandat parlementaire
- 8 décembre 1946 - 1er octobre 1978 : sénateur des Bouches-du-Rhône